# Stuart : Une vie à l'envers
Pour plus de détails, voir Fiche technique et Distribution.
Stuart : Une vie à l'envers (Stuart: A Life Backwards) est un téléfilm britannique réalisé par David Attwood, diffusé en 2007. Il s'agit de l'adaptation de la biographie du même nom écrite par Alexander Masters à propos de son ami, Stuart Clive Shorter, petit criminel handicapé de naissance et psychologiquement instable, devenu sans-abri de Cambridge.

## Synopsis
Employé dans un centre d'aide pour les sans-abris, Alexander Masters fait la rencontre de Stuart Shorter, un jeune homme alcoolique sans-abri atteint d'une dystrophie musculaire et mentalement instable, ayant connu une vie de petit criminel. Une amitié naît entre les deux hommes, Masters se décide à écrire un livre sur la vie de Stuart et découvre au fur et à mesure des confidences un événement traumatisant qu'a subi ce dernier durant son enfance.

## Distribution
- Benedict Cumberbatch (VF : Fabien Jacquelin) : Alexander Masters
- Tom Hardy (VF : Damien Witecka) : Stuart Shorter
- Nicola Duffett : Judith
- Claire-Louise Cordwell : Karen
- Edna Doré : Gran
- Candis Nergaard : Sophie
- Joanna Maude : Ruth
- Trevor Sellers : John

## Distinctions
- BAFTA TV 2008 : Nomination au BAFTA du meilleur acteur pour Tom Hardy